# Jenoptik

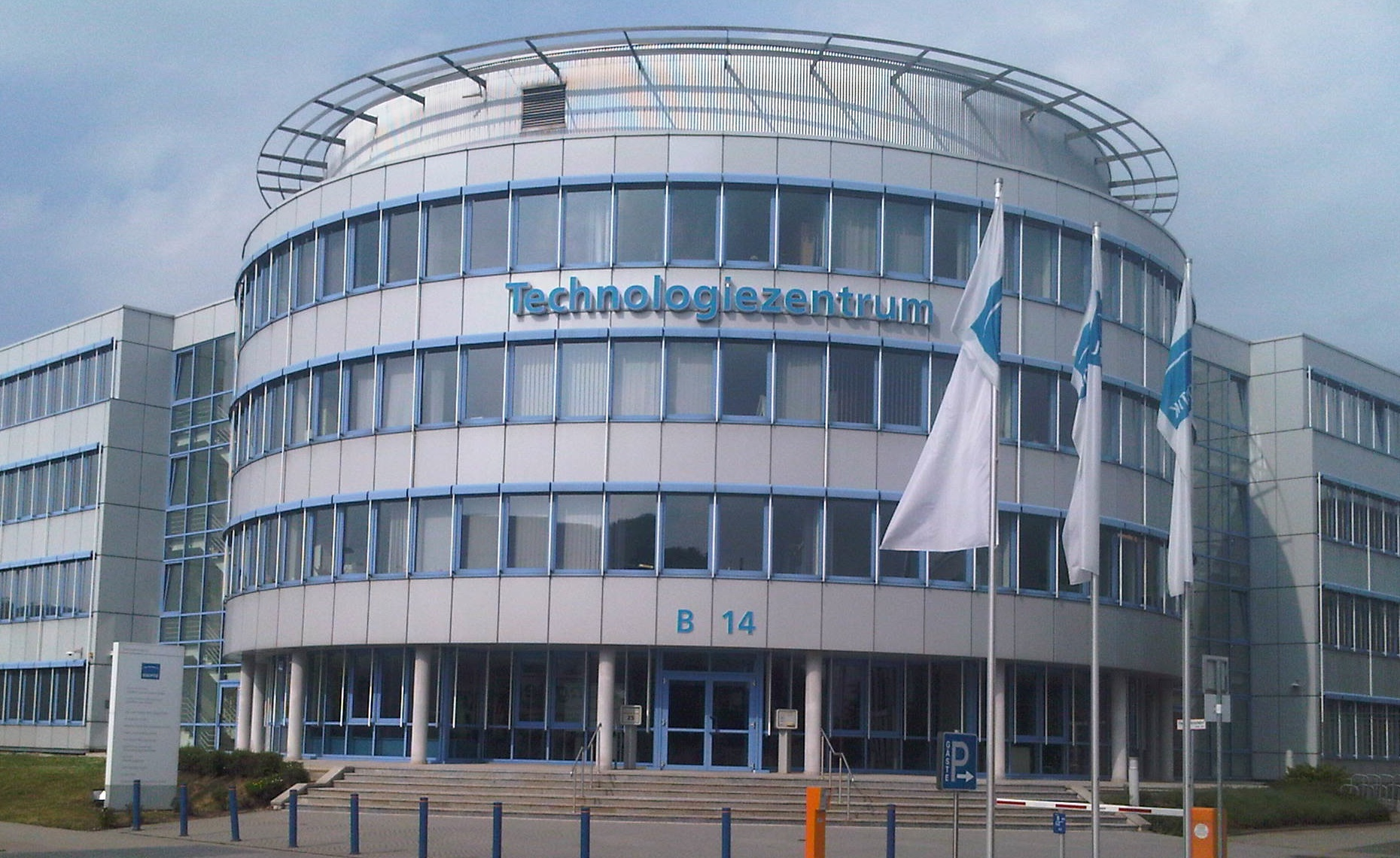
Gebäude der Jenoptik in Jena-Göschwitz

Die Jenoptik AG (Eigenschreibweise JENOPTIK AG) ist ein börsennotierter Technologiekonzern mit Sitz in Jena (Thüringen). Jenoptik gliedert sich in die drei photonischen Divisionen Light & Optics, Light & Production und Light & Safety. Zu den Kunden zählen vor allem Unternehmen der Halbleiter- und Halbleiterausrüstungsindustrie, der Automobil- und Automobilzulieferindustrie, der Medizintechnik, der Sicherheits- und Wehrtechnik sowie der Luftfahrtindustrie. Neben mehreren Standorten in Deutschland ist Jenoptik in rund 80 Ländern präsent.

## Geschichte
Die Vorgeschichte von Jenoptik reicht bis ins Jahr 1846 zurück, als Carl Zeiss in Jena seine optische Werkstatt eröffnete. Der in die Werkstatt eingetretene Ernst Abbe wurde nach dem Tod von Carl Zeiss alleiniger Inhaber und gründete die Carl-Zeiss-Stiftung Jena, in deren Eigentum später die Firma Carl Zeiss und das Glaswerk Schott übergehen. 1948 wurden das Zeiss-Werk und das Glaswerk verstaatlicht. Mitte der 1950er Jahre ließ Carl Zeiss Jena die Marke Jenoptik ins Register eintragen. Nach der Wende in der DDR übernahm die Treuhandanstalt das Kombinat VEB Carl Zeiss Jena. Aus dem Jenaer Stammbetrieb wurde zunächst die Carl Zeiss Jena GmbH gebildet, die ab 10. September 1990 als Jenoptik Carl Zeiss Jena GmbH firmierte. Die Gesellschaft bestand damals aus 13 Betrieben und beschäftigte etwa 30.000 Menschen.
Am 25. Juni 1991 wurde zwischen der Treuhandanstalt, den Ländern Baden-Württemberg und Thüringen sowie den beteiligten Zeiss-Unternehmen eine Grundsatzvereinbarung unterzeichnet. Lothar Späth, der ehemalige Ministerpräsident von Baden-Württemberg, übernahm die Leitung der Jenoptik Carl Zeiss Jena GmbH. Im gleichen Jahr ging aus der Jenoptik Carl Zeiss Jena GmbH die Jenoptik GmbH als landeseigenes Unternehmen hervor. Jenoptik verantwortete die Strukturentwicklung in Jena und wurde zum Rechtsnachfolger des ehemals volkseigenen Kombinats. Aus diesem übernahm sie die Geschäftsbereiche Optoelektronik, Systemtechnik und Präzisionsfertigung. Die nicht an die Jenoptik GmbH übertragenen Bereiche der Jenoptik Carl Zeiss Jena GmbH wurden in die neu gebildete Carl Zeiss Jena GmbH eingegliedert. 51 Prozent der Anteile an der Carl Zeiss Jena GmbH waren im Besitz der Carl Zeiss AG in Oberkochen, den 49-prozentigen Anteil des Freistaates Thüringen verwaltete die Jenoptik GmbH. 1995 übernahm Carl Zeiss Oberkochen auch den Anteil Thüringens.
Mit der Tridelta AG übernahm Jenoptik im Jahr 1992 das privatisierte Kombinat VEB Keramische Werke Hermsdorf, das bis 1996 aufgespalten und weiterveräußert wurde. 
In den Folgejahren wurde der Jenoptik-Konzern umstrukturiert und profitabel gemacht, neue Unternehmen wurden hinzugekauft, andere verkauft. Größte Übernahme war 1994 die Meissner + Wurst GmbH Co. KG (jetzt Exyte) aus Stuttgart, durch die einige wichtige Märkte, insbesondere in Asien, erschlossen wurden. Das Firmengelände in Jena wurde umgestaltet, ehemalige Zeiss-Standorte saniert und für neue Nutzungen erschlossen. Am 10. Mai 1995 übertrug das Unternehmen den 49-prozentigen Anteil der Carl Zeiss Jena GmbH an Carl Zeiss, Oberkochen. Zum 1. Januar 1996 wurde Jenoptik in eine Aktiengesellschaft umgewandelt. Im selben Jahr wurde die ESW GmbH aus Wedel eingegliedert (heute VINCORION), über die Jenoptik an der Produktion des Schützenpanzers Puma beteiligt ist.
Der Börsengang erfolgte am 16. Juni 1998, der Emissionspreis lag mit 34,00 DM. Das Unternehmen CyBio, vormals Jenoptik Bioinstruments, wurde 1999 als Spin-off der Jenoptik gegründet.
Im Februar 2002 wurde die Jenoptik Diode Lab GmbH mit Hauptsitz in Berlin-Adlershof als 100-prozentiges Tochterunternehmen gegründet. Die Gesellschaft entstand in Gemeinschaft mit dem Ferdinand-Braun-Institut, Leibniz-Institut für Höchstfrequenztechnik (FBH) in Berlin, das auf dem Gebiet Hochleistungslaserdioden forscht.
2003 gab Lothar Späth den Vorstandsvorsitz ab und wechselte in den Aufsichtsrat.
Im Mai 2005 eröffnete die Jenoptik ein Forschungszentrum für Optiken aus Kunststoffen in Triptis, Thüringen. Ab 2005 gehörte die im Jahr 1991 gegründete Jena-Optronik GmbH zu 100 Prozent zu Jenoptik.
2005 beschloss die Hauptversammlung, den Unternehmensbereich Clean Systems zu verkaufen, um sich auf das profitablere Optik-Geschäft zu konzentrieren. Infolgedessen wurden die Anteile an der M+W Zander Holding AG (jetzt M+W Group) in Stuttgart an die Investmentgesellschaft SpringwaterCapital verkauft. Damit wurde der ehemals größte ostdeutsche Konzern (zuletzt rund 10.000 Mitarbeiter) radikal verkleinert.
Der Freistaat Thüringen verkaufte Ende November 2007 seinen verbleibenden 14,8-prozentigen Anteil der Aktien an die ECE (European City Estates) Industriebeteiligungen GmbH (dahinter steht die Wiener Privatstiftung des Jenoptik-Aufsichtsratsvorsitzenden Rudolf Humer), die damit zum größten Einzelaktionär wurde. Dieser Anteil wurde später aufgestockt, sodass seit Ende Februar 2008 25,02 Prozent der Aktienanteile im Besitz der ECE Industriebeteiligungen waren.
Ende 2007 übernahm Jenoptik die in Berlin ansässige Epigap Optoelektronik GmbH. Im Juni 2010 verkaufte Jenoptik seine 15,1-prozentige Beteiligung an der caverion GmbH an den finnischen börsennotierten Bau- und Technologiekonzern YIT, um sich weiter auf das Kerngeschäft zu fokussieren. Jena-Optronik wurde Anfang Oktober 2010 an die EADS-Tochter Astrium verkauft, um Schulden abzubauen.
Ende Juni 2011 verkaufte der Großaktionär ECE einen Teil seines Aktienbesitzes für 40 Mio. Euro an die Thüringer Industriebeteiligungsgesellschaft mbH & Co. KG, ein Tochterunternehmen der Stiftung für Unternehmensgründungen und -förderungen in der gewerblichen Wirtschaft Thüringens (StUWT). Stifter der StUWT ist das Thüringer Wirtschaftsministerium. Dadurch ist das Land mit 11 Prozent an Jenoptik beteiligt. Im Juni 2008 wurde mit der Leica Camera AG eine langfristige Kooperation im Bereich der digitalen Bildverarbeitung begonnen.
Infolgedessen wurde Jenoptik 2010 Vorzugslieferant von Leica.
Anfang April 2015 teilte der Großaktionär ECE mit, seine restliche Beteiligung von 10,48 Prozent für mehr als 70 Millionen Euro an institutionelle Investoren überwiegend aus dem europäischen Ausland veräußert zu haben. Der Aufsichtsratsvorsitzende Rudolf Humer und sein Sohn Christian Humer legten ihre Aufsichtsratsmandate mit Wirkung nieder.
Ab dem 10. September 2018 präsentierte Jenoptik seine Kompetenzen im mechatronischen Geschäft unter der neuen Marke VINCORION. Die Angebote für die Märkte Luftfahrt, Sicherheit und Verteidigung sowie Bahn werden von dieser Marke fokussiert. Seit 2019 fasst Jenoptik das operative Geschäft in den drei Divisionen „Light & Optics“ (OEM-Geschäft), „Light & Production“ (Industriekundengeschäft) und „Light & Safety“ (Geschäft mit Öffentlichen Auftraggebern) zusammen. Die drei Divisionen bauen auf gemeinsamen Kernkompetenzen der Photonik auf. Dazu zählen Know-how rund um Optik, Sensorik, Imaging, Robotik, Datenanalyse und Mensch-Maschine-Schnittstellen. Vincorion wurde im November 2021 an einen Fonds des britischen Finanzinvestors Star Capital Partnership verkauft; Jenoptik gab einen Unternehmenswert von 130 Millionen Euro an.

## Konzernstruktur

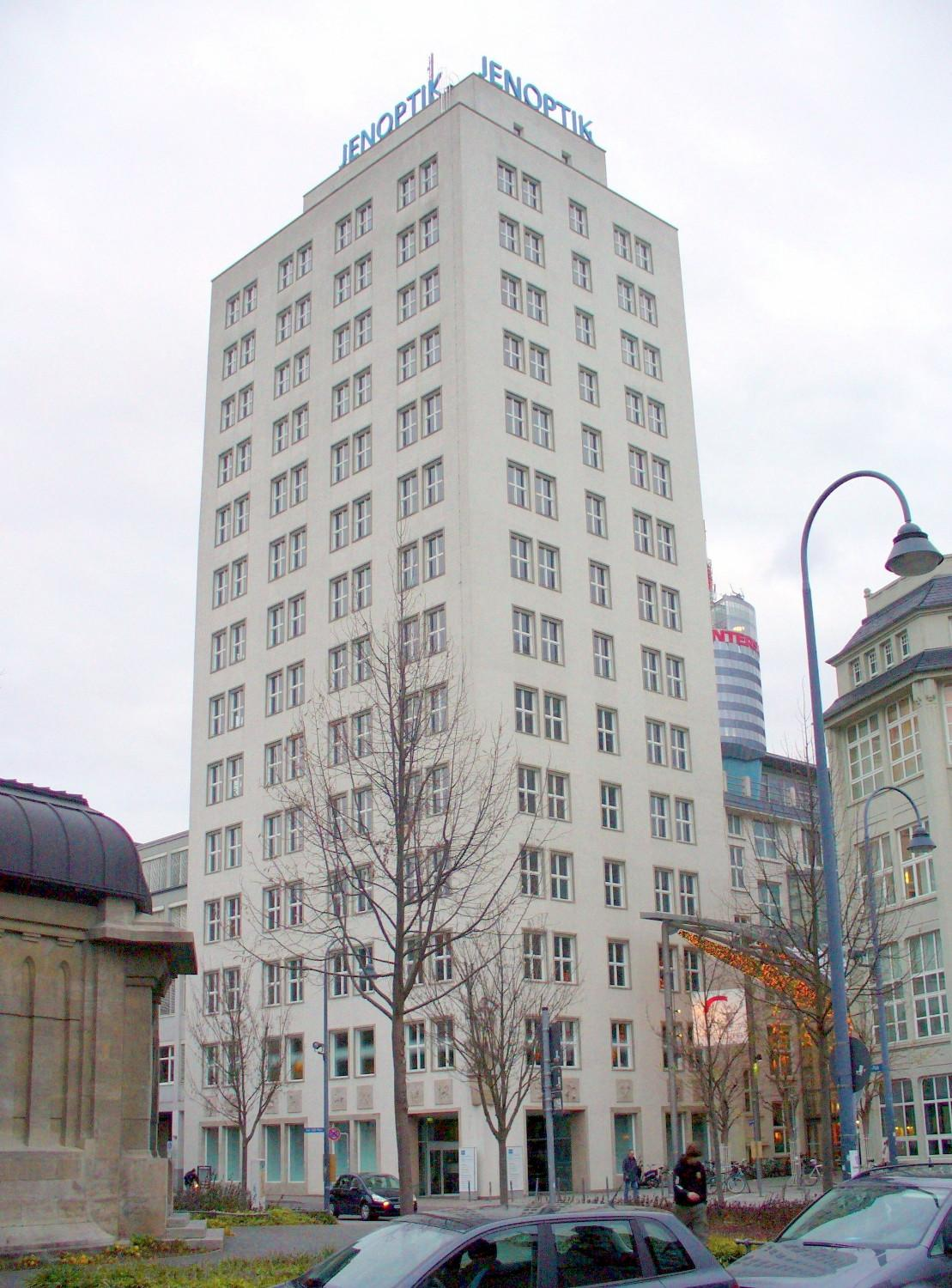
Hauptsitz der Jenoptik AG Bau 36 im Zentrum Jenas

### Division „Light & Optics“
Entwicklungs- und Produktionspartner für optische und mikrooptische Systeme, Lösungen für Informations- und Kommunikationstechnologien sowie Sicherheits- und Verteidigungstechnik. Darüber hinaus System- und Applikationslösungen für die Life-Science-Branche sowie Laser-, Automotive- und Beleuchtungsanwendungen. Der Bereich war auch an der Entwicklung und Herstellung der Elektronik der Leica M9 beteiligt. 2008 hatte der Bereich etwa 1.000 Mitarbeiter; er umfasste auch den Schweizer Fachkamera-Hersteller Sinar.
- Optomechanische und optoelektronische Systeme, Module und Baugruppen
- ein- und mehrfach beschichtete optische Komponenten, Asphärische Linsen, Filter, Zylinderlinsen
- Diffraktive und refraktive optische Elemente, mikrooptische Systeme
- Kamerasysteme und -komponenten für die digitale Mikroskopie
- Photodioden, LED- und Farbsensoren
- Halbleiterchips
- Optoelektronische Hochleistungskomponenten
- Polymeroptiken
- Lasertechnologie (laserspezifische Epitaxie-Schichtstrukturen auf Wafern, Laserdiodenbarren und -einzelemitter, Hochleistungsdiodenlaser, Festkörperlaser wie beispielsweise Scheibenlaser, Faserlaser, Gepulste Hochleistungslasersysteme)
- LED-Industrieleuchten
- Lasersensorik / Infrarottechnik für Entfernungsmessung und Gefechtssimulation

### Division „Light & Production“
Die Division Light & Production unterstützt Industriekunden dabei, ihre Produktionsprozesse durch den Einsatz optischer und photonischer Technologien effektiver und effizienter zu gestalten, und zählt dabei zu den führenden Herstellern von Messtechnik und Laseranlagen für Fertigungsprozesse in der Automobilindustrie.
Laseranlagen:
- zum Schneiden, Schweißen und Perforieren von Kunststoffen, Metallen, Glas, Keramik und Halbleitermaterial
- zur Bearbeitung – Strukturieren, Entschichten, Separieren, Bohren und Dotieren – von Solarzellen
- zur dreidimensionalen Bearbeitung von Metallen

Industrielle Messtechnik:
- Messgeräte und Messmaschinen für Rauheitsmessung
- Konturen- und Formmessung, dimensionelle Messtechnik
- Optische Wellenmessung und Oberflächeninspektion
- Kundenspezifische Lösungen

### Division „Light & Safety“

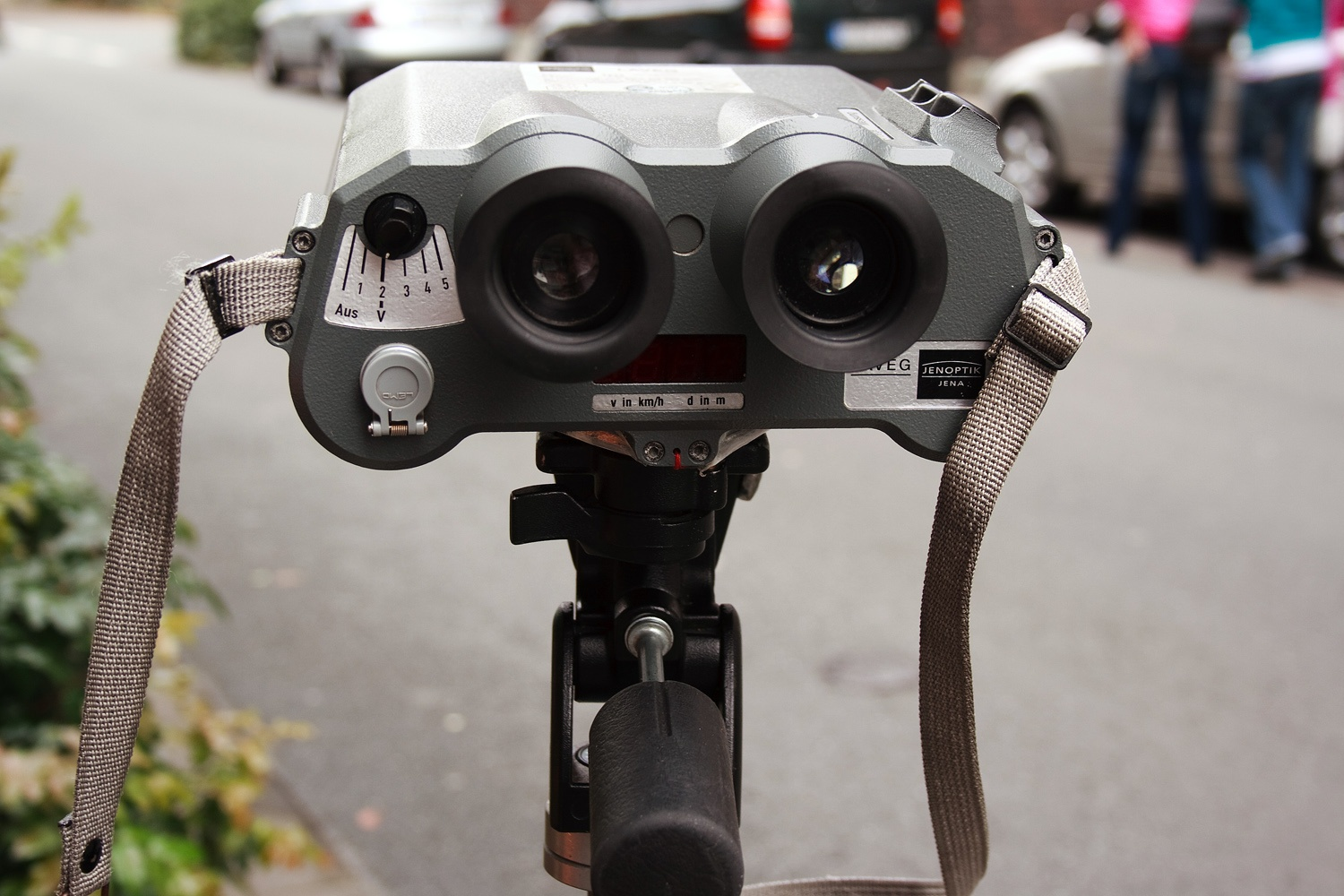
Lasermessgerät von Jenoptik

Für öffentliche Kunden entwickelt, produziert und vertreibt Jenoptik in der Division Light & Safety verschiedene Komponenten, Systeme und Dienstleistungen, die Straßen und Kommunen weltweit sicherer machen sollen.
- Systeme und Komponenten (OEM-Komponenten, Kameras, Sensoren auf Radar- und Laserbasis, Klassifikatoren)
- Modulare Verkehrsüberwachung (Rotlicht, Geschwindigkeit, Fahrzeugklassifizierung)
- Service (Betreibermodelle, Outsourcinglösungen, Beratung)
- Software

### Vincorion (bis 2021)
Der Bereich Mechatronik  wurde von 2018 bis November 2021 unter der eigenständigen Marke Vincorion geführt.
- Elektromechanische Systeme für die Luftfahrt (u. a. Transportsysteme, Lifte, Rettungswinden)
- Bodengestützte Beobachtungplattformen
- Militärische und zivile Fahr- und Flugzeugausrüstung
- Optische Sensoren für Sicherheits- und Raumfahrtindustrie
- Elektrische Energieerzeugungs- und -verteilungssysteme
- Mechatronische Stabilisierungssysteme

Nachdem Jenoptik im Juli 2019  mitgeteilt hatte, einen Verkauf dieser Unternehmenssparte anzustreben, um sich das Kerngeschäft mit Lasern, Messtechnik und optischen Systemen zu konzentrieren, wurde Vincorion im November 2021 an einen Fonds des britischen Finanzinvestors Star Capital Partnership verkauft.

## Ausgewählte Tochtergesellschaften

### Jenoptik Automatisierungstechnik
Die hundertprozentige Tochtergesellschaft der Jenoptik AG, die Jenoptik Automatisierungstechnik (JOAT), Hauptsitz in Jena, wurde am 1. Juli 1995 gegründet und fertigt Anlagen zur Lasermaterialbearbeitung sowie Handling- und Montagesysteme. Die Produktlinie der Lasersysteme für die industrielle Serienproduktion trägt den Namen „Jenoptik-Votan“.
Das JOAT-Tochterunternehmen Jenoptik Laser Technologies ist 2001 in Brighton (Michigan) (USA) gegründet worden. Es hat wie die Mutter ein eigenes Laser-Applikations-Zentrum für die Technologieentwicklung. Im Jahr 2002 ist die Jenoptik Katasorb GmbH als weiteres Tochterunternehmen aus der Jenoptik Automatisierungstechnik GmbH hervorgegangen. In diesem Unternehmen werden Abluftreinigungssysteme entwickelt und gefertigt.
Laseranlagen werden seit 1996 produziert und werden zum Schneiden, Schweißen und Perforieren sowie zum Strukturieren von Oberflächen eingesetzt. Hauptabnehmer sind Firmen der Automobilindustrie, der Verpackungsindustrie sowie der Glas, Keramik und Halbleiter verarbeitenden Industrie in Europa, Amerika und Asien.
Darüber hinaus fertigt das Unternehmen Automatisierungstechnik sowie Montage- und Inspektionsanlagen.

### Jenoptik Laser
Das Tochterunternehmen Jenoptik Laser GmbH mit Firmensitz in Jena ist im Geschäftsbereich Laser in der Jenoptik-Sparte Laser & Materialbearbeitung angesiedelt.
Das Unternehmen entwickelt, fertigt und vertreibt weltweit die gesamte Technologiekette von OEM-Laserstrahlquellen wie Laserdioden-Wafer, -Barren, -Submounts, -Stacks und Hochleistungsdiodenlaser sowie Festkörperlaser.
Seit den 1990er Jahren befasst sich Jenoptik mit Dioden- und Festkörperlasern und wächst mit dem Marktsegment. Mit der Zusammenführung der Aktivitäten bei Dioden- und Festkörperlasern ging am 3. Mai 2010 das neue Unternehmen Jenoptik Laser GmbH aus der Jenoptik Laserdiode GmbH und dem Geschäftsbereich Lasertechnik der Jenoptik Laser, Optik, Systeme GmbH hervor.
Bei Hochleistungsdiodenlasern sieht sich das Unternehmen als Qualitätsführer und hat Anstrengungen unternommen, die Zuverlässigkeit dieser Laser entscheidend zu verbessern. Das betrifft vor allem Untersuchungen zu Ausfallursachen, Verbesserungen bei der Chip- bzw. Barrenmontage und der Kühlung sowie damit verbundene mikrooptische Strahlführungssysteme.
Im Bereich der Festkörperlaser ist das Unternehmen ein Anbieter für schlüsselfertige Diodenlasersysteme, diodengepumpte Festkörper- und Faserlaser für Puls- und cw-Betrieb sowie kundenspezifische OEM-Lösungen in verschiedenen Integrationsstufen. Die Laser dienen zum Beispiel zum Schweißen, Schneiden und Löten von Metallen und Kunststoffen, in der Medizin und Kosmetik („Anheften“ der Netzhaut, Haarentfernung), sowie als Showlaser.

### Jenoptik Diode Lab
Die Jenoptik Diode Lab GmbH hat ihren Firmensitz in Berlin-Adlershof (ehem. AdW-Gelände) und gehört zum Geschäftsbereich Laser in der Jenoptik-Sparte Laser & Materialbearbeitung. Das Unternehmen entwickelt und fertigt Halbleitermaterial für Laserdioden.
Das Unternehmen wurde im Februar 2002 als Spin-off aus dem Ferdinand-Braun-Institut für Höchstfrequenztechnik (FBH) gegründet und ist das Ergebnis der Zusammenarbeit des Institutes mit der Jenoptik AG bei Diodenlasern. Die Laserdioden werden in Zusammenarbeit mit dem FBH weiterentwickelt und spezifiziert, bevor sie anschließend großenteils bei der Jenoptik Laser GmbH in Serie montiert, vermessen und zu Laserquellen komplettiert werden.
Am 29. Mai 2005 eröffnete das Unternehmen eine Fabrik zur Produktion von Halbleiterbauelementen, nachdem 14 Millionen Euro investiert wurden. Durch den Erwerb des Berliner Unternehmens Three-Five Epitaxial Services Aktiengesellschaft (TESAG AG) und die Integration der TESAG in die Jenoptik Diode Lab im Jahre 2009 wurde die Jenoptik nun auch Wafer-Hersteller und beherrscht damit die gesamte Fertigungstiefe der Diodenlaser.
Im September 2011 gab das Unternehmen bekannt, rund 10 Mio. Euro in die Erweiterung der Fertigung von Laserbarren im Technologiepark Berlin-Adlershof investieren zu wollen.
Laserdioden werden in den Standard-Wellenlängen 808 nm, 880 nm, 915 nm, 940 nm und 976 nm mit einer Belegungsdichte (Füllfaktor) von 20, 30 und 50 % und optischen Ausgangsleistungen bis zu 130 W im Dauerstrichbetrieb und 300 W im Pulsbetrieb (sogenannter quasi-continuous-wave-Betrieb, also lange Pulse). Die Hochleistungs-Laserdioden werden zum Pumpen von Festkörperlasern (Stab-, Faser- und Scheibenlaser), fasergekoppelt oder als Direktstrahler eingesetzt.
Die Jenoptik Diode Lab hat Mitarbeiter aus der industriellen Fertigung und ehemalige Mitarbeiter des FBH.

### Jenoptik Industrial Metrology Germany GmbH
Jenoptik Industrial Metrology Germany GmbH, mit Hauptsitz in Villingen-Schwenningen ist ein weltweit operierendes, mittelständisches Unternehmen, das durch den Zusammenschluss der 1876 durch Hermann Hommel gegründeten Hommelwerke und des französisch-schweizerischen Unternehmens Etamic entstanden ist. Jenoptik Industrial Metrology produziert taktile, optische, pneumatische und Prozess-Messtechnik. Die Hommel-Etamic GmbH ist im Jahr 2012, im Rahmen der Umgestaltung der Jenoptik AG, in die Sparte „Industrielle Messtechnik“ übergegangen, was 2013 zur Umfirmierung in „Jenoptik Industrial Metrology Germany GmbH“ führte. Der Markenname „Hommel-Etamic“ wurde allerdings beibehalten.

### Jenoptik Robot
Die Jenoptik Robot ist seit 1999 eine hundertprozentige Tochter der Jenoptik AG im Unternehmensbereich Verkehrssicherheit.